# Riu Markhà
El riu Markhà (rus: Река́ Марха́) és un riu llarg localitzat a la Sibèria asiàtica, un afluent per l'esquerra del riu Viliüi, al seu torn, afluent per l'esquerra del riu Lena en el seu curs baix. Té una longitud de 1.181 km i drena una conca de 99.000 km² (major que països com Hongria, Portugal o Corea del Sud).
Administrativament, el riu Markhà discorre per la república de Sakhà de la Federació Russa.

## Geografia
S'origina a l'extrem oriental de l'altiplà de Viliüi i discorre en direcció sud-est, en una zona bastant plana i pantanosa, coberta de permafrost. Desemboca al Viliüi aigües avall de la ciutat de Niurbà (9.900 hab. el 2007).
El riu Markhà està gelat des de finals de setembre o principis d'octubre, fins a finals de maig o principis de juny. Com gairebé tots els rius siberians, sofreix grans inundacions durant l'estiu, quan el cabal mitjà pot superar els 7.000 m³/s. En el seu curs, malgrat els més de 1.000 km de longitud, amb prou feines hi ha centres urbans, sent un dels més destacats Udatxni (15.300 hab. en 2007), on hi ha una important explotació de diamants.
El riu Markhà és navegable des de la confluència amb el riu Morkoka fins a la seva desembocadura.
Els seus principals afluents són els següents:
- riu Morkoka (Моркока), per la dreta, d'una longitud de 841 km i una conca de 32.400 km²;
- riu Khannia (Хання), per l'esquerra, d'una longitud de 398 km i una conca de 7.740 km²;
- riu Marxés, per la dreta, d'una longitud de 323 km;
- riu Konontxan, per l'esquerra, d'una longitud de 213 km;
- riu Oldondo, per la dreta, d'una longitud de 159 km;
- riu Daldine, per l'esquerra, d'una longitud de 138 km.